# Kee Games
Kee Games — компания-производитель игровых автоматов, существовала с 1973 по 1978 год, из них с 1973 по 1975 официально была независимой, хотя производила клоны автоматов Atari.

## История
Kee Games считают одной из наиболее интересных уловок в истории видеоигр. Официально компания была создана Джо Кинаном (и называлась в его честь — Joe Keenan), дру́гом основателя Atari Нолана Бушнелла, и самостоятельно занималась разработкой игровых автоматов: в неё ушли работать несколько инженеров, программистов и менеджеров из Atari. Однако на самом деле Kee Games с самого начала была частью Atari. Эту хитрость придумал Бушнелл для того, чтобы обойти традиционные эксклюзивные договоры с дистрибьюторами, не позволявшие компании-разработчику автоматов распространять свою продукцию по нескольким каналам. Atari распространяла дорогие игровые автоматы под собственной торговой маркой. Kee Games — точно такие же автоматы, но с другой маркой и значительно дешевле. Таким образом, Atari передавала «эксклюзивные» права на распространение сразу двум компаниям-дистрибьюторам.
Однако Kee Games превзошла ожидания Бушнелла. Во-первых, компания смогла создать свой собственный игровой автомат, Tank, притом эта разработка стала настолько популярной и успешной, что дистрибьюторы готовы были работать с Kee Games без эксклюзивных контрактов. Во-вторых, Кинан очень хорошо вел дела компании и обзавелся необходимыми связями. В то же самое время сама Atari имела множество проблем — не было ярких и успешных игр, доходы падали, а дистрибьюторы все меньше интересовались продукцией фирмы. В декабре 1974 года было объявлено о «слиянии» компаний под торговой маркой Atari, в то время как к названию Kee Games добавилось «a wholly owned subsidiary of Atari, Inc.» («дочерняя компания в полной собственности корпорации Atari»). Кинан занял пост финансового директора, а Бушнелл — технического. До 1978 года было выпущено еще несколько игр под торговой маркой Kee Games, после чего она более не использовалась.

## Игры
- Spike (февраль 1974) — клоны игры Rebound, разработанной Atari; добавлена кнопка «spike»
- Elimination (март 1974) — клоны игры Quadrapong, разработанной Atari
- Formula K (июнь 1974) — клоны игры Gran Trak 10, разработанной Atari
- Twin Racer (1974) — клоны игры Gran Trak 20, разработанной Atari

Логотип с 1974 года

- Tank (ноябрь 1974) — собственная и очень успешная разработка
- Tank II (май 1975) — первая игра, выпущенная под маркой «Kee Games, a wholly owned subsidiary of Atary, Inc»
- Indy800 (март 1975)
- Quiz Show (апрель 1976)
- Tank 8 (апрель 1976)
- Sprint 2 (ноябрь 1976)
- Drag Race (июнь 1977)
- Super Bug (сентябрь 1977)
- Witch Hunt (1977)
- Sprint 1 (январь 1978)
- Ultra Tank (февраль 1978)